# Селемджа
Селемджа (евенк. Селемде, Селенгде) — річка на Далекому Сході, протікає по території Амурської області Росії. Ліва притока Зеї. Належить до водного басейну Охотського моря.

## Географія
Річка Селемджа бере свій початок на стику гірських хребетів Ям-Алінь та Езоп на висоті 1525 метрів. У верхів'ї тече у північно-західному напрямку, в середній течії і пониззі — в південно-західному, протікаючи через зони тайги і хвойно-широколистних лісів і поблизу села Новокиївський Увал впадає у річку Зею. Довжина — 647 км, площа басейну — 68,6 тис. км². У верхів'ях, до селища Екімчан, має характер типово гірської річка; нижче (до села Селімджинськ) — напівгірська; в пониззі, протікаючи по північній околиці Зейсько-Буреїнської рівнини, набуває рівнинного характеру. Судноплавна від села Норськ до гирла, на ділянці протяжністю 146 км. У високу воду можливе проходження суден до селища Екімчана (405 км від гирла). Навігаційний період — 154 дні. Поблизу селища Февральськ річку перетинає Байкало-Амурська магістраль. У верхній течії — родовища золота.

## Назва
Російська форма назви утворена від евенкійського слова: селемде, селенгде, селеме — «залізо», «залізна річка», «залізиста», «небезпечна селями», де селе — «залізо», -нгде — словотворчий суфікс. Походження назви підтверджується наявністю в долині Селемджи проявів залізної руди. У евенків прийнято давати назви металам по річках, в долинах яких вони їх знаходили.

## Гідрологія
Живлення річки переважно дощове. Середня річна витрата води у гирлі — 707-715 м³/с, найбільша (липень) — 10 300 м³/с, найменша (березень) — 5 м³/с, часті повені у літній період. Швидкість течії на плесах — 1,4-1,6 м/с, на перекатах — до 3 м/с, у верхів'ї середня швидкість — 2-2,2 м/с. Ширина русла від 100 до 600 метрів, ухил у верхів'ях становить 4,5-5 м/км, середній — 2,08 м/км. Замерзає на початку листопада, скресає в кінці квітня-початку травня, товщина льоду від 120 до 165 см. Середня температура води становить 18 °C (липень, у пониззі). У басейні річки розташовано близько 4500 озер загальною площею більше 270 км².

## Притоки
Річка приймає близько сотні приток. Найбільші із них (від витоку до гирла):
- ліві: Биса (довжина — 235 км, сточище — 6 370 км², відстань від гирла Селемджи — 206 км) Альдикон (183 км, 2 780 км², 132 км), Ульма (346 км, 5 550 км², 48 км).
- праві: Селіткан (180 км, 2 970 км², 482 км), Нора (305 км, 16 700 км², 148 км), Орловка (Мамин) (208 км, 11 300 км², 78 км).

## Населенні пункти
На річці розташовані невеликі селище та села. Найбільші із них (від витоку до гирла): Екімчан, Коболдо, Стойба, Селемджинськ, Февральське, Биса, Норськ, Новоросійка, Углове, Богословка, Козловка, Таксіно.